# 游戏王：决斗链接
《游戏王：决斗链接》是一款免費的數位收藏卡片游戏，由科樂美為Microsoft Windows、iOS和Android設備開發，基於同名遊戲的手機遊戲。
經過測試階段後，2016年11月17日，本遊戲於日本正式推出，其後的2017年1月11日發行到世界各地（不包括中國大陸、韓國等少數地區）。
2017年4月12日，本遊戲正式在韓國發行。 
同年11月17日，本遊戲登陸Steam平台，成為可以同時在手機和電腦上運行的雙平台遊戲（其中日本版由雅虎發布）。
2018年9月25日，網易宣布取得本遊戲在中國的代理權，於2021年1月14日正式公測，但玩法內容與其他國家發行的版本（通常稱為國際版）存在細微差異。

## 遊戲玩法

### 基礎玩法
遊戲內採用的規則稱為「高速決鬥」，是一般玩家熟知的遊戲規則的簡化版本。
- 主牌組为20-30張，額外牌組最多为5張（可通过任务增加至8张，部分人物的專屬技能會再放入指定的數張卡牌）。
- 決鬥開始時，以拋硬幣的方式決定先後順序，基礎生命值為4000。
- 初始手牌为4张。先攻者在第一回合的抽牌階段不能抽牌。
- 每個回合的決鬥流程依序為抽牌階段、準備階段、主要階段、戰鬥階段、結束階段。
- 主怪兽区和魔法陷阱区各缩减为3格，没有额外怪兽区。[5]2022年之后新增了额外怪兽区。

### 與實體卡牌遊戲規則的差異
遊戲內使用的規則基本上與實體卡牌遊戲的「大師規則」相同，並會隨著實體卡牌規則進行改動。
另外，因遊戲內初始生命值與實體卡牌規則不同，官方在2020年8月31日宣布，自同年9月29日後新增於遊戲內的所有卡牌的效果傷害的數值皆降為原先的一半，此前已登場的卡牌中，除了「熔岩魔神 岩漿石魔」之外皆不溯及既往。
此外，因「高速決鬥」不存在主要階段2，官方在2022年3月28日宣布，自同年4月1日起部分涉及「主要階段2」的卡牌會在加入遊戲資料內時進行適當修改。

### 卡片和角色收集
玩家將扮演動畫作品內有名的傳奇決鬥者，與來自世界各地的決鬥者進行切磋交流，也能進入傳送門挑戰其他的傳奇決鬥者。
傳奇決鬥者為遊戲王動畫系列的主要角色，各自具備獨特的技能與王牌怪獸的召喚動畫。
部分角色解鎖任務屬於隱藏任務，不會顯示在任務列表中。
目前可獲取的角色數量：
- DM世界：25名

（闇遊戲、海馬瀨人、城之內克也、孔雀舞、真崎杏子、武藤遊戲、昆蟲專家羽蛾、硬漢龍崎、梶木漁太、闇馬利克、闇貘良、盜賊基斯、伊西絲・伊修達爾、利希德、貝卡斯・克羅佛多、海馬圭平、迷宮兄弟、潘朵拉、鬼骨塚、天才絽場、本田廣人、光與闇之假面、御伽龍兒、武藤雙六、馬利克・伊修達爾）
- DSOD世界：9名

（海馬瀨人、海馬圭平、武藤遊戲、城之內克也、真崎杏子、藍神、瑟菈、百濟木、貘良了）
- GX世界：17名

（遊城十代、凱薩亮、艾德・菲尼克斯、約翰・安德森、萬丈目準、天上院明日香、庫洛諾斯・德・梅迪契、尤貝爾、三澤大地、丸藤翔、迪拉諾劍山、齋王琢磨、十代／尤貝爾、早乙女禮、吉姆・庫洛克達爾・庫庫、奧斯汀・奧布萊恩、霸王十代）
- 5D's世界：18名

（不動遊星、傑克・亞特拉斯、烏鴉・霍根、十六夜亞紀、龍亞、龍可、安提諾米、牛尾哲、暗黑者鬼柳京介、暗黑者卡利渚、暗黑者雷克斯・戈德溫、鬼柳京介、卡利渚、雪莉・盧布朗、普拉西多、阿波利亞、帕拉杜克斯、Z-ONE）
- ZEXAL世界：15名

（遊馬和阿斯特拉爾、神代淩牙、神代璃緒、武田鐵男、觀月小鳥、天城快斗、Ⅲ、Ⅳ、Ⅴ、神月安娜、吉拉格、亞里特、彌賽爾、多魯貝、維克多）
- ARC-V世界：14名

（榊遊矢、遊斗、遊吾、柊柚子、權現坂昇、澤渡真吾、赤馬零兒、紫雲院素良、黑咲隼、瑟蕾娜、丹尼斯・麥克菲德、黑咲瑠璃、小凜、遊里）
- VRAINS世界：8名

（Playmaker和Ai、Soulburner、Go鬼塚、Blue Angel、左輪、魅影嬌娃、幽靈、財前晃）
遊戲內會顯示玩家在每個決鬥世界的階段級數，只要完成任務，就能升級到下個階段，逐步解鎖更加強力的對手與更多傳奇決鬥者。
除了階段任務，遊戲內經常會舉辦各式各樣以動畫劇情為基底設計的活動。
參與活動不僅可以獲得平時無法獲得的卡牌，甚至還有機會解鎖活動期間限定的傳奇決鬥者。
活動的傳奇決鬥者會在推出之後過一段時間進入傳送門，並且也會開放相對應的角色解鎖任務。這就意味著那名角色相關的活動將不再出現。
獲得新卡的管道主要有5種：玩家使用的傳奇決鬥者升級獎勵、在決鬥獲勝、抽取卡包、使用票券兌換、與卡片交易商交易。若戰勝傳奇決鬥者，有機會獲得專屬的相關卡牌。
卡包作為遊戲內獲取卡牌的主要管道，只能使用寶石在商店進行購入，部分卡包限定只能使用金錢購買，無法免費獲取。
與現實中的卡牌遊戲類似，遊戲內的卡牌也會區分稀有度和加工品質，但分類上比現實少。而使用有加工品質的卡牌進行決鬥的話，在結束後的分數結算會有加分。
稀有度分為：N（普通）R（稀有）SR（很稀有）UR（頂級稀有）。
加工品質分為：基本（無加工）、亮面、鑽面、傳奇加工（結算分數時視為鑽面）。
卡牌商店裡的商品以卡盒為單位，有套牌、主要卡盒、迷你卡盒、精選卡盒四類。
套牌是購買後可以直接用於決鬥的卡盒，用寶石購買的話有購買次數限制（通常是1次），也有部分必須支付貨幣才能購買。
主要卡盒內包含了180個卡包，迷你卡盒則是100個卡包。收錄內容不只有新卡，也會有舊有卡牌，內容是由官方挑選，即使是在現實的卡牌遊戲中分屬不同補充包的卡牌，也可能放在同一個卡盒內販售。
精選卡盒有黃金、白銀、精選迷你三種，使用寶石的話有購買次數限制，超出限制後必須支付貨幣才能繼續購買。並且，精選卡盒與另外三類不同，不會常態放入商店，而是由官方不定期開放限時購買時段。

### 召喚方式及其更新
最初發布時，遊戲內不存在同步、超量、靈擺和連接召喚，連特殊召喚也較少，整體氛圍較接近初代動畫時的遊戲王，傳奇決鬥者也僅有初代的角色。
2017年開始，以每年一個世代的速度，開始慢慢新增後續作品的世界，並逐步開啟更多召喚方式的玩法。
2017年9月28日，遊戲內新增GX世界。
2018年9月25日，增加了5D`s世界以及同步召唤。
2019年9月26日，開放以20周年紀念劇場版為原型的「次元的黑暗面（DSOD）」世界。
2020年9月29日，開放遊戲王ZEXAL世界以及超量召喚。
2021年9月28日，開放遊戲王ARC-V世界以及靈擺召喚。
2022年9月28日，開放遊戲王VRAINS世界以及連結召喚。
2023年8月，宣布即将开放遊戲王SEVENS世界以及超速决斗。
不同決鬥世界的傳奇決鬥者有著不同的等級上限，目前DM與GX是45級，DSOD與5D's是40級，ZEXAL、ARC-V與VRAINS是35級，並且官方將不時開放更高的角色等級上限。

### PVP和賽事
除了電腦對手，遊戲內也存在可以與真實玩家決鬥的模式（俗稱的PVP）。
每個月都會有排名賽事，透過電腦系統進行配對，與世界各地的決鬥者切磋交流。每當獲勝時，系統都會贈送獎品，不但有大量的寶石，還有只能透過PVP入手的特別票券。
除了常態性的排名賽事，官方還會定期舉辦「KC盃」與「遊戲王世界錦標賽-預賽」兩類特別賽事，此時不僅有更加豐厚的獎勵，名列前茅的強者甚至有機會出席國際賽事！
2017年開始，「遊戲王世界錦標賽」增加「Duel Links」這一類別，正式將此遊戲劃分成電競項目，為所有夢想成為世界冠軍的決鬥者們提供一個新的競爭路線。

### 卡片限制
與實體卡牌遊戲類似，此遊戲也存在「禁限卡表」這項機制，用於避免特定少數的牌組瓜分遊戲環境，以維持玩家之間的遊玩環境的多樣性。
細部的運作機制或名單都跟實體卡牌遊戲不同，基本上適用於遊戲內的一切決鬥，不過玩家開設「決鬥室」與朋友之間遊玩時，可以設定不使用禁限卡表。
運作規則如下：
- 禁止：不可投入牌組。
- 限制1：所有限制的卡片名單內，只能有1張投入牌組。
- 限制2：所有限制2的卡片名單內，只能有2張投入牌組。
- 限制3：所有限制3的卡片名單內，只能有3張投入牌組。

2019年3月25日，官方公告將原本的限制改為限制1，準限制改為限制2。
2020年2月29日，進一步宣布將在禁限卡表內新增限制3項目，3月24日起正式實施。
2020年9月28日，首次公告禁止卡，10月22日起正式實施。

### 技能及其调整
「技能」是這遊戲與實體卡牌遊戲最大的不同。每個傳奇決鬥者都能夠持有許多技能，不過每次決鬥只能設定1個進行使用。
獲取技能的管道有6個：人物升級、戰勝傳奇決鬥者（一定機率獲得，進行PVP對戰的話，解鎖機率高上許多）、使用技能籌碼隨機抽取當下傳奇決鬥者的未解鎖技能、使用技能兌換券進行兌換、期間限定活動、特定生涯任務。
每個傳奇決鬥者都有數個專屬技能，用以搭配人物主題牌組，發揮更強的戰鬥力，除此之外的大多數為複數決鬥者共通的技能。
技能並非恆久不動，與禁限卡表相同，遊戲官方會為了保持環境多樣性而適時調整技能的內容。
實體卡牌方面也有將技能搬到現實使用的玩法「Speed Duel」，作為新的嘗試。

## 評價
| 媒体         | 得分 |
| ------------ | ---- |
| Pocket Gamer | 9/10 |

某些出版物稱讚「《遊戲王：決鬥聯盟》簡化傳統卡牌遊戲的許多規則，大幅降低新玩家入門的門檻。」
App Critic認為，這個遊戲不只對新手存在吸引力，對資深玩家也相當有魅力：「雖然這個遊戲無法體驗到實體卡牌的全部，但它的深度與策略性不曾因此縮減。」
Pocket Gamer對此遊戲的評價是「這個遊戲對卡牌的呈現方式比原本的電視動畫更出色，甚至還有配音員們提供的完整配音。這不僅讓玩家得到身歷其境的感受，更重要的是，這一切都在勾起玩家們的懷舊感，令人更加沉浸其中，感覺自己真正進入遊戲王的世界！」
2019年10月25日，科樂美宣布本遊戲已經達成全球累積1億次下載，是目前全世界年營收最高的手機遊戲之一。
2022年3月22日，官方在遊戲內公告，宣布本遊戲已經達成全球累積1.5億次下載。

## 爭議

### 伺服器差別
目前世界各國伺服器的卡圖皆採用歐美TCG版的卡圖，只有日本伺服器的卡圖為日本發行版的卡圖（玩家俗稱「OCG版」），例如「死者甦醒」。
此外，各角色的立繪方面也有些許差異，但沒有卡圖差異來得明顯。

### 作弊程式
部分玩家投機取巧，使用外掛程式進行作弊，導致不公平的事件層出不窮。對此，官方在2021年7月29日公告，會針對使用作弊玩家進行懲處：一旦作弊屬實，輕則該次決鬥無法獲得結算獎勵，重則永久凍結帳號。

## 外部連結
- 官方网站：英、日文、簡中